# 阿德米爾·穆罕默迪
阿德米爾·穆罕默迪（1991年3月16日—）是瑞士的一位足球運動員。出生在前南斯拉夫的馬其頓，是阿爾巴尼亞人。在場上司職前鋒。他現在效力土耳其足球超级联赛球隊安塔利亚体育，並且也代表瑞士國家足球隊參加比賽。

## 外部連結
- Soccerway資料庫：阿德米爾·穆罕默迪